# Meteorium latiphyllum
Meteorium latiphyllum är en bladmossart som beskrevs av Luo Jian-xin 1983. Meteorium latiphyllum ingår i släktet Meteorium och familjen Meteoriaceae. Inga underarter finns listade i Catalogue of Life.